# Ölands folkhögskola

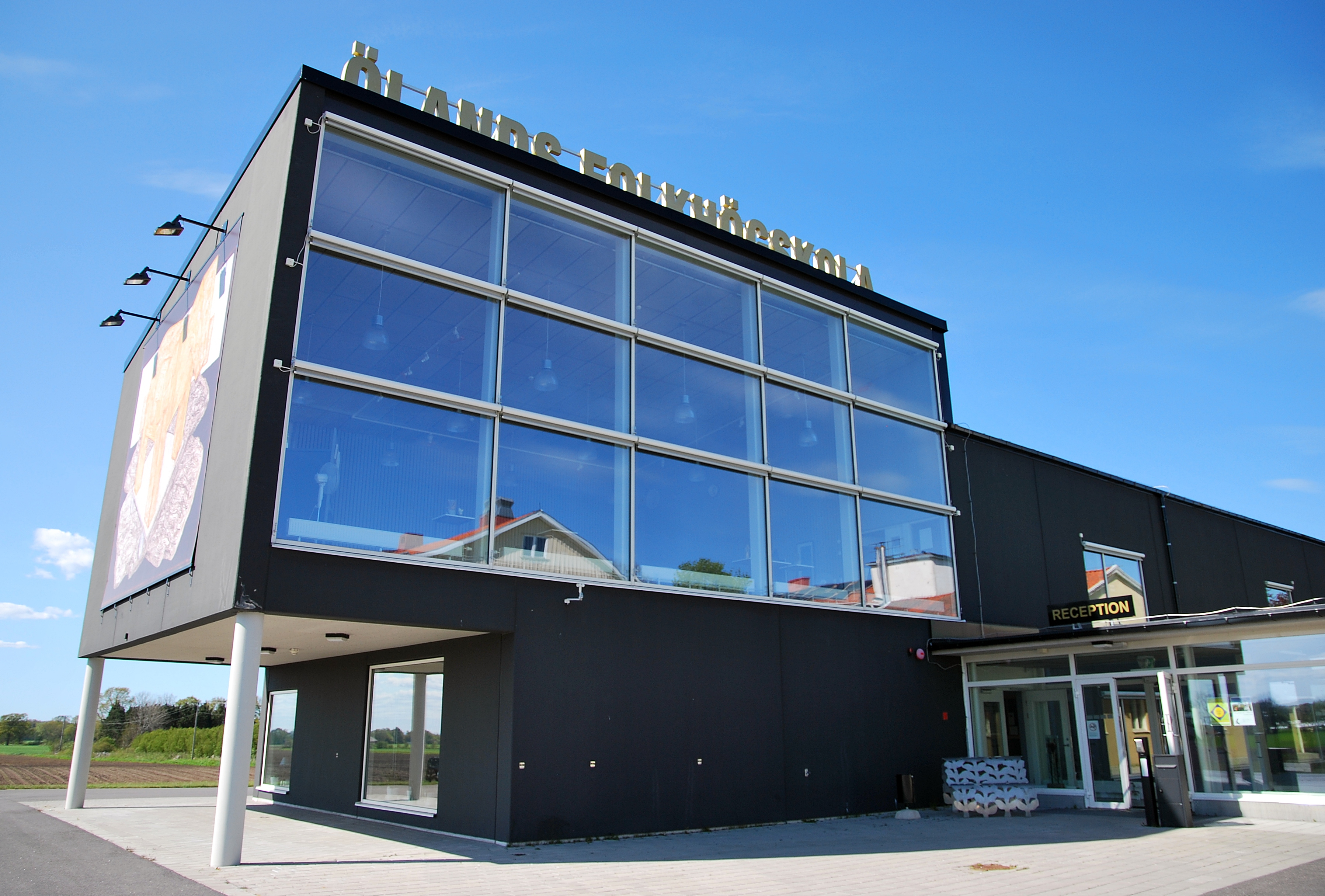
Konstens hus vid Ölands folkhögskola

Ölands folkhögskola är en folkhögskola på Öland, grundad 1906. Den är belägen i Ölands Skogsby i Mörbylånga kommun.
På Ölands folkhögskola kan man läsa allmän- eller profilkurs. De allmänna kurserna kan ge grundläggande behörighet till högskola och universitet. Varje allmän kurs har också en inriktning, exempelvis bild, film, grafisk design eller hälsa. Skolans profilkurser är inriktade på design, dokumentärfilm, konst, musikteater, skrivande och Seniorakademin. Skolan har också distanskurser i skrivande och dokumentärfilm samt ett utbud av sommarkurser.
Internatet på Ölands Folkhögskola har 105 rum, skolan har ett eget kök där maten till alla måltider lagas.
Huvudman för Ölands folkhögskola är Region Kalmar län som även är huvudman för Gamleby-, Vimmerby- och Högalids folkhögskola.

## Konstskolan
Konstskolan på Ölands folkhögskola är en förberedande konstskola som varit verksam sedan mitten av 70-talet. Sedan 2010 har elevantalet ökats till 35 elever efter folkhögskolans färdigställande av nya ateljéer i Konstens hus.

## Skrivarskolan
Skrivarskolan startade 1994. Den grundades av bland andra författaren Stefan Gurt.  

### Skrivarskolans bibliografi
- Blå Kongo: en antologi från skrivarskolan på Ölands folkhögskola 94/95. [Färjestaden]: [Ölands folkhögsk.]. 1995. Libris 2268911
- Gula villan: en antologi från skrivarskolan vid Ölands folkhögskola 1995-96. [Färjestaden]: [Ölands folkhögsk.]. 1996. Libris 2268914
- Rivarevatt: antologi. Färjestaden: Ölands folkhögsk. 1997. Libris 2361882
- Sterbhuset: antologi : skrivarskolan Ölands folkhögskola 1997/98. [Färjestaden]: [Ölands folkhögsk.]. 1998. Libris 2794797
- Från en trasig veranda: antologi. Färjestaden: Ölands folkhögsk. 1999. Libris 3216513
- Spring för livet, Kenneth!: en antologi från Skrivarskolan, Ölands folkhögskola 1999-2000. Färjestaden: Ölands folkhögsk. 2000. Libris 3149005
- Antologi 2001. Färjestaden: Ölands folkhögsk. 2001. Libris 8803354
- Potentilla fruticósa 01-02
- Leoniderna: en antologi från Skrivarskolan, Ölands folkhögskola 2002/2003. [Färjestaden: Ölands folkhögskola]. 2003. Libris 9688111
- Sad bastard poetry: antologi 2003-2004. [Färjestaden: Ölands folkhögskola]. 2004. Libris 9688131
- Where did you learn to kiss that way?: [antologi]. Färjestaden: Ölands folkhögskola. 2005. Libris 10110454
- 14 sätt att betrakta en koltrast 05-06
- Efter eftertexterna 06-07
- Café Barracuda: Skrivarskolan 2008, Ölands folkhögskola. [Färjestaden]: Ölands folkhögskola. 2008. Libris 11270624
- Gagelhöna 08-09